# Кинжальщики

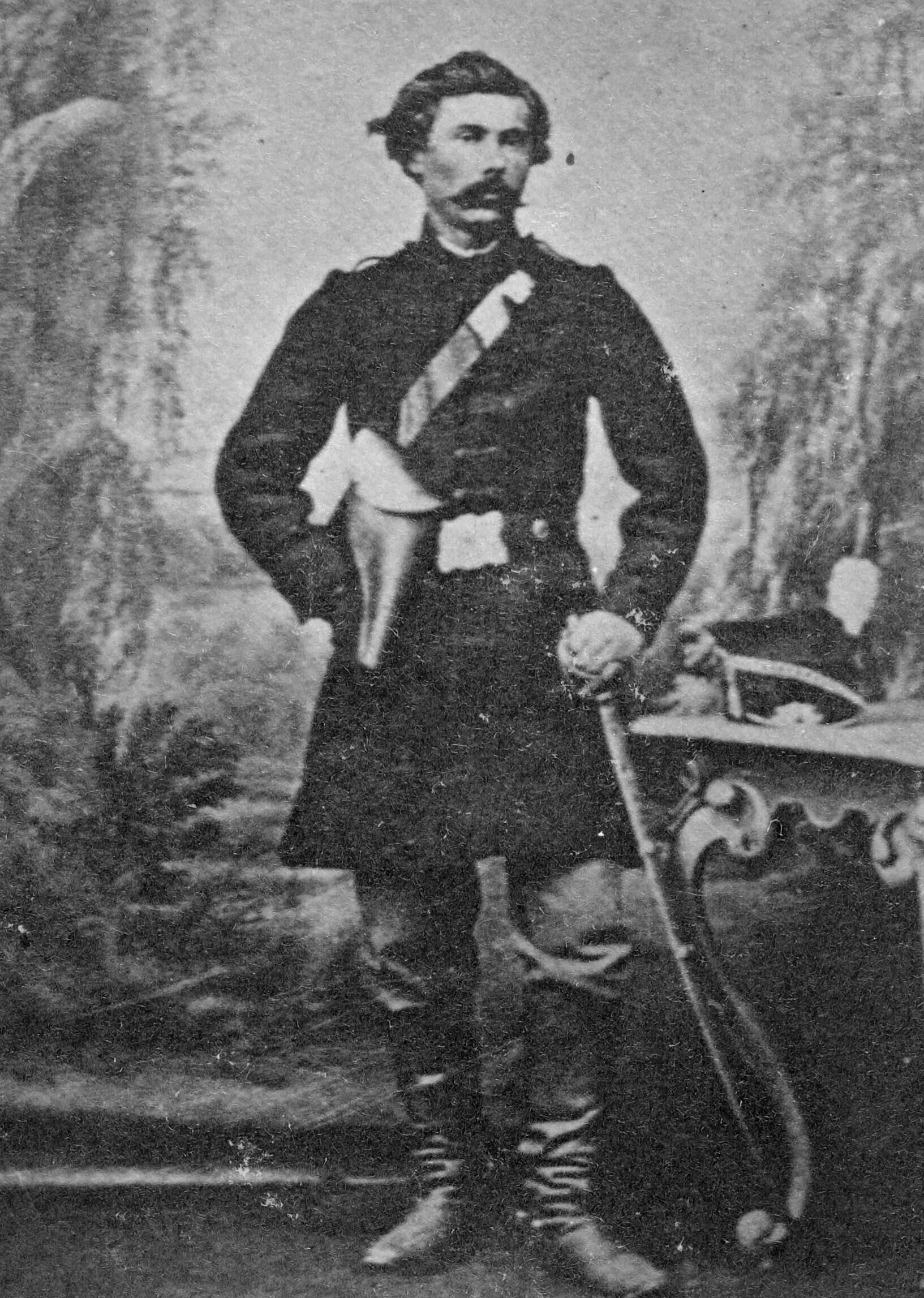
Игнаций Хмеленский

Кинжальщики (пол. Sztyletnicy), также известны как «Народная жандармерия» (пол. Żandarmeria Ludowa) — диверсионно-террористическая организация, действовавшая при Национальном правительстве до и во время Польского восстания 1863—1864 годов.

## Создание
В 1862 году в Варшаве была образована особая команда кинжальщиков, называвшаяся чёрным архибратством. Они ликвидировали намеченных Национальным правительством людей. В основном кинжальщики убивали противников восстания, но также известны случаи, когда их жертвами становились случайные люди.
На момент начала восстания общая численность кинжальщиков составляла около 700 человек, действующих по всему Царству Польскому.

## Во время восстания
После начала Польского восстания 1863—1864 годов кинжальщики были переименованы в «Народную жандармерию», которой была отведена роль своеобразной тайной полиции при Национальном правительстве.
С началом восстания также связано и появление нового вида карателей, известного также как жандармы-вешатели, убивавшие не ударом кинжала, а через повешение. Вешатели действовали исключительно в сельской местности. Жандармы-вешатели не были отдельным подразделением, а, как правило, выделились из состава повстанческого отряда для исполнения показательной казни. Жертвами вешателей становились наиболее активные противники восстания среди крестьян, духовенства и т. д. В Северо-Западном крае среди белорусского большинства населения противники восстания и сочувствующие царским властям преобладали.

### Деятельность организации
Современные польские историки считают, что в период с января 1863 по январь 1864 года кинжальщиками в одной лишь Варшаве было совершено 47 террористических актов.
В июле 1862 года член организации Людовик Ярошинский совершил покушение на великого князя Константина Николаевича. В августе 1862 года членами организации Людвиком Рыллем и Яном Жоньцей были совершены два неудачных покушения на Александра Велёпольского. 2 мая 1863 года за массовую антиповстанческую агитацию членами организации был убит публицист и писатель Юзеф Минишевский. В сентябре 1863 года кинжальщиками была предпринята неудачная попытка убийства начальника полиции Варшавы Фёдора Трепова, а в октябре 1863 года — неудачное покушение на наместника царства Польского Фёдора Берга. 

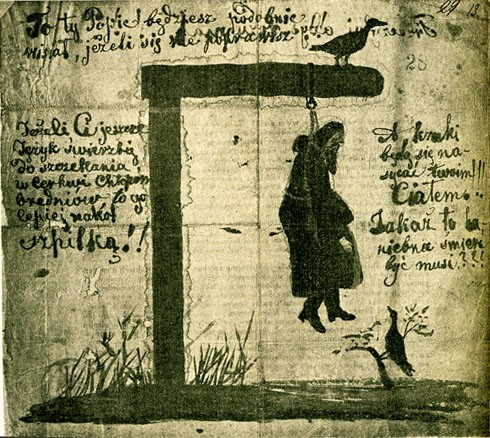
Образец повстанческой листовки для устрашения нелояльно настроенного православного населения

В Литве и Беларуси кинжальщики и жандармы-вешатели убили 305 человек, в том числе нескольких католиков и четырех православных священников (Константин Прокопович (из Суража, Белостокский уезд), Даниил Конопасевич (из села Богушевичи Игуменского уезда), Фёдор Юзефович (из села Большая Запруда Пинского уезда) и Роман Рапацкий (из села Котры Гродненской губернии)).
Общее число гражданских жертв кинжальщиков до сих пор точно не установлено. Сам Михаил Николаевич Муравьёв в ходе восстания 1863 года называл число в 500 человек. По информации «Московских ведомостей», на 19 сентября 1863 года количество только повешенных достигало 750 человек. По данным жандармов, за весь 1863 год повстанцы убили 924 человека. ЭСБЕ указывает, что число жертв повстанческого террора равнялось примерно 2 тысячам человек.

## Борьба с кинжальщиками
Стремясь уничтожить диверсионно-террористические группы повстанцев, сеющие страх среди населения Северо-Западного края, граф М. Н. Муравьёв приказал уничтожать дотла помещичьи усадьбы и шляхетские околицы, принадлежащие мятежникам либо лицам, поддерживающим мятежников, а также наказывать ссылкой в Сибирь или контрибуциями представителей низших сословий, поддерживающих повстанцев. В литературе описаны сожжения деревни Яворовки под Белостоком и шляхетской околицы Ибяны в Ковенском уезде. Самих жандармов-вешателей и кинжальщиков предписывалось судить военным судом и тут же расстреливать. Эти меры привели к полному уничтожению диверсионно-террористических групп.
В Царстве Польском с террористической деятельностью кинжальщиков жёсткими мерами покончил Фёдор Берг, который в отличие от Константина Николаевича не заигрывал с польскими элитами. За короткий период между своим вступлением в должность наместника и окончанием восстания в 1864 году Берг осуществил несколько сотен казней, 1,5 тысячи человек были приговорены к каторге и более 11 тысяч — к ссылке. Данные меры оказались действенными. Восстание в Царстве Польском было подавлено, вместе с ним прекратился террор «кинжальщиков» и «жандармов-вешателей».